# 白腹幽鹛
白腹幽鹛（学名：Pellorneum albiventre），是画眉科幽鹛属的一种，分布于不丹、孟加拉国、老挝、中国大陆（云南）、越南、印度、泰国、缅甸和柬埔寨。该物种的保护状况被评为无危。
白腹幽鹛的平均体重约为21.5克。栖息地包括亚热带或热带的湿润低地林、亚热带或热带的（低地）干草原、亚热带或热带的湿润山地林和亚热带或热带的（低地）干燥疏灌丛，多生活于平原、高山、匿伏于竹林、夏季移至3000-4000米的高山以及冬季至平原一带。该物种的模式产地在印度曼尼普尔邦。

## 亚种
- 白腹幽鹛滇西亚种（学名：Pellorneum albiventre cinnamomenum）。分布于越南、老挝、泰国、缅甸以及中国大陆的云南等地。该物种的模式产地在缅甸掸邦南部。[3]